# Der Falke von Sachalin

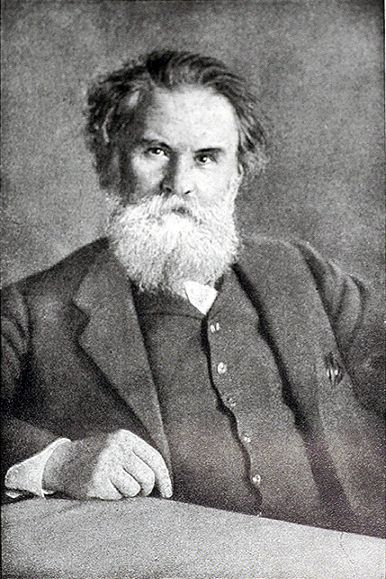
Wladimir Korolenko

Der Falke von Sachalin, auch Die Flüchtlinge von Sachalin (russisch Соколинец, Sokolinez), ist eine Erzählung des russischen Schriftstellers Wladimir Korolenko, die 1885 entstand und im selben Jahr im Heft 4 des Sewerny Westnik erschien. Julius Grünbergs Übertragung ins Deutsche kam 1891 in Leipzig auf den deutschsprachigen Buchmarkt.

## Inhalt

### Rahmenerzählung
In seiner jakutischen Behausung, einer ordentlich beheizten Jurte, wird der anonyme Ich-Erzähler von dem russischen Landstreicher Wassili, alias Bagylai, aufgesucht. Der Erzähler hat von einem solchen Vagabunden aus dem Ural gehört und lädt ihn zur Übernachtung ein. Wassili streitet die vermutete Herkunft nicht ab und nimmt das Willkommen gern an, denn die Außentemperatur beträgt um die minus vierzig Grad Celsius.
Der Erzähler hat ferner gehört, Wassili lebt seit zwei Jahren in einer benachbarten jakutischen Gemeinde. Die gutmütigen Jakuten haben dem „Siedlervagabund“  ein Haus, einen Stier und Saatgetreide für den Anfang gegeben. Trotzdem hasst Wassili das Leben in der unwirtlichen Fremde weitab der Heimat. Er trauert seiner behüteten Jugendzeit nach. Über sein danach „in Scherben gegangenes Leben“ möchte Wassili nicht reden. Stattdessen erzählt er dem Gastgeber die Geschichte seiner Flucht von der Falkeninsel.
Nachdem Wassili zu Ende berichtet und die Gastfreundschaft des Erzählers in Anspruch genommen hat, erlebt letzterer den Gast noch auf einem Volksfest in einem Reiterwettkampf gegen die Tataren. Wassili verlässt schließlich jenen Hof, den ihm die freigiebigen Jakuten geschenkt hatten. Die Spur des Landstreichers verliert sich in Ostsibirien.

### Binnenerzählung
In den 1870er Jahren landet Wassili mit einem Häftlingstransport in Due. Der dort einsitzende bejahrte Häftling Buran war vierzig Jahre als Landstreicher unterwegs, ist bereits vor Jahren von der Falkeninsel geflohen und weiß den einzig möglichen Fluchtweg. Eine Gruppe, bestehend aus mindestens zehn Verbannten, könnte nach Burans Ansicht die Bootsfahrt über eine flache Stelle des Meeres nördlich von Due wagen. Zwei Boote könnten von den Fischern – einheimischen Giljaken – gegen Wintermäntel eingetauscht werden. Wassili überredet außer Buran noch etliche Häftlinge zur Flucht: den Landstreicher Wolodjka, den athletischen Makarow, zwei Tscherkessen, einen durchtriebenen Tataren und noch ein paar Sibirienkenner aus der Gilde verbannter Landstreicher. Zwölf gute Mäntel, lange Messer, Beile und ein Kessel zum Kochen von Fischsuppe werden besorgt.
Wassili kommandiert das Unternehmen. Buran, der den Weg inklusive sämtliche Militärposten am Wege kennt, marschiert zwölf lange Tage immer nordwärts vorneweg. Als die Flüchtlinge, die sich für die nächste Etappe ausruhen, im Schlafe von einer Militärstreife unter Führung eines gewissen Saltanow überrascht werden, schlägt einer der beiden Tscherkessen Saltanow den Kopf mit dem Messer ab. Buran wird bei dem Scharmützel von einer feindlichen Kugel getroffen. Bevor der alte Mann auf der Falkeninsel stirbt, verweist er die Kumpanen noch an einen Kaufmann Tarchanow, der auf dem Festland einen Einödhof bei Nikolajewsk bewohnt. Nach der glücklichen Überfahrt hilft den Flüchtlingen auch ein Russe aus Tobolsk: Stepan Saweljitsch Samarow, ein altgedienter Nikolajewsker Gefängnisaufseher, verbringt seinen Ruhestand in Ostsibirien und schlägt der amtierenden Nikolajewsker Staatsmacht ein Schnippchen.

## Deutschsprachige Ausgaben
Verwendete Ausgabe
- Der Falke von Sachalin. Deutsch von Cornelius Bergmann. S. 115–188 in Wladimir Korolenko: Makars Traum und andere Erzählungen. Mit einem Nachwort von Herbert Krempien. 275 Seiten. Verlag der Nation, Berlin 1980 (1. Aufl.)